# We TV
We TV (estilizado como WE tv) é um canal americano de televisão paga voltado ao público feminino. Sua programação aborda estilo de vida e entretenimento. "WE" era anteriormente usado como uma abreviatura de "Women's Entertainment", e passou por uma reformulação da marca em 2014 para focar mais em "experiências compartilhadas".
Em fevereiro de 2015, aproximadamente 85,2 milhões de lares americanos (73,2% dos lares com televisão) recebiam a We TV. Em março de 2015, foi anunciado que em breve começariam a disponibilizar seus canais para via internet, incluindo AMC, BBC America, IFC e Sundance TV.

## História

### Romance Classics (1997–2000)
A We TV era originalmente conhecida como Romance Classics quando foi lançada em 1º de setembro de 1997 sob a propriedade da Rainbow Media controlada pela Cablevision Systems Corporation. Originalmente, era um canal de filmes focado principalmente em dramas e comédias românticas e minisséries de televisão, semelhante ao formato original do AMC (como American Movie Classics), o canal inicialmente transmitia seus filmes sem comerciais.

### Women's Entertainment (2001–2014)
Em 1º de janeiro de 2001 o canal foi relançado como WE: Women's Entertainment, assumindo um formato de entretenimento geral com publicidade. Em 2006, passou a se chamar We TV. O canal exibiu as três primeiras temporadas da popular série de televisão australiana ganhadora do Logie Awards, McLeod's Daughters, mas abandonou o programa em abril de 2006. O formato do canal mudou então para reality shows, com vários tópicos relacionados a casamentos (como Bridezillas, Big Easy Brides e My Fair Wedding with David Tutera). Foram incluídos outros programas como Secret Lives of Women, The Locator e Amazing Cakes.
Em janeiro de 2011, a We TV confirmou que havia contratado Toni Braxton para um reality show, intitulado Braxton Family Values, que foi comercializado como um dos programas carro-chefe do canal. Para se preparar para uma nova programação de programas, a We TV também deu à AMC um novo logotipo e slogan de marketing: "Life As WE Know It" ("A vida como conhecemos"). Em março de 2012, a We TV confirmou que a AMC havia encomendado 14 episódios de Kendra on Top, um reality show que acompanha a vida de Kendra Wilkinson e Hank Baskett. Kendra disse que o programa foca na "maternidade, paternidade e relacionamento com a esposa". Kendra On Top estreou em 5 de junho de 2012.

### Rebranding e WE tv (2014-presente)
Em junho de 2014, o AMC revelou um novo logotipo, abandonando o slogan "Women's Entertainment". O presidente da AMC, Marc Juris, explicou que embora a AMC devesse permanecer "um destino líder para mulheres na televisão e online", o objetivo da nova marca era ampliar o foco na palavra "nós" como representação de experiências compartilhadas, descrevendo-a como "um tema poderoso e universal que impulsiona a conexão, conversação, colaboração e comunidade". Como parte da reformulação da marca, a AMC também anunciou sua primeira série com roteiro original, The Divide, que foi originalmente lançada para a irmã AMC, e foi cancelada após sua primeira temporada.